# Otto Brucks
Otto Brucks (28. November 1858 in Brandenburg  – 15. Januar 1914 in Metz) war ein deutscher Tubist, Opernsänger (Bariton), Komponist und Intendant.

## Leben
Brucks erhielt seine musikalische Ausbildung an der königlichen Hochschule für Musik in Berlin, wo er sich hauptsächlich mit Instrumental-Musik beschäftigte. Er nahm auch sein erstes Engagement nicht als Sänger, sondern erschien 1875 und 1876 im Orchester der Bayreuther Festspiele als Contra-Bass-Bläser, wirkte dann zwei Jahre am Hofoperntheater in Wien, von wo er als königlicher Kammermusiker nach Berlin berufen wurde. Aber nicht nur in Deutschland fanden seine musikalischen Kenntnisse Anerkennung, diese brachten ihm auch auf Konzertreisen in Russland lauten Beifall. Nachdem er so acht Jahre lang sich seine Lorbeeren meist im Orchesterraum geholt hatte, pflückte er dieselben, nach vorangegangener Ausbildung seiner schönen Baritonstimme bei Franz Betz und Hofkapellmeister Heinrich Kahl auch auf dem Bühnenpodium, indem er zuerst 1883 an der Dresdner Hofoper debütierte. Dann kam er ans Hamburger Stadttheater, von dort nach Düsseldorf, dann in erster Stellung ans Prager Landestheater, bis er am 1. August 1890 in den Verband der Hofoper München trat. 1894 wurde er zum königl. bayerischen Kammersänger ernannt. Er galt nicht nur als würdiges Mitglied dieses Elite-Opern-Ensembles, sondern auch als vorzüglicher Schauspieler.
In Rottach-Egern lernte er Marie Louise von Larisch-Wallersee kennen, die er 1897 heiratete. Der gemeinsame Sohn Otto (jun.) wurde 1899 in Rottach geboren und lebte später als Komponist in Berlin. Aus Solidarität mit dem österreichischen Kaiserhaus wurde Brucks nach der Heirat nicht mehr auf den königlich-bayerischen Bühnen und Hofopern beschäftigt, da seine Ehefrau in den Skandal um den Selbstmord von Rudolf von Österreich-Ungarn verwickelt und in Ungnade verfallen war. 1898 schied er daher aus dem Verbande dieses Musikinstitutes und nahm kein festes Engagement mehr an. Bei jeder Kritik waren Hintergrundberichte über seine Ehe mit „jener Gräfin Larisch, die in Mayerling …“ wichtiger als seine musikalische Leistung. Er zog sich im genannten Jahre nach Rottach zurück und begann zu trinken. Dies hinderte ihn jedoch nicht daran, seine schon 1884 in Leipzig begonnene Gastspielkarriere bis zum Jahre 1906 in Metz fortzusetzen. Pikant darunter ist vor allem der Auftritt von 1898, kurz nach Beginn seiner in Bayern wirksam gewordenen beruflichen „Ächtung“, an der Wiener Hofoper, wo er „trotz Mayerling“ den Hans Sachs in den Meistersingern und den Wanderer im Siegfried von Richard Wagner sang.
1906 wurde Otto Brucks Theaterdirektor in Metz, dort verstarb er 1914.
Der Künstler versuchte sich auch als Komponist und hat eine Oper und eine Ouvertüre sowie einige Lieder geschrieben.

## Werke
- Herzog Reginald, Oper
- Ingo, Ouvertüre